# 哈巴布
哈巴布（阿拉伯语：‎）是叙利亚南部城市，都大马士革以南约55公里处，靠近约旦边境。

## 地理位置
哈巴布位于南部叙利亚的 哈纽文省，德拉华和大马士革革的城市的中间，首都是叙利亚阿拉伯共和国，距离哈吧吧哈巴布有57 千米（约36 公里），首都和达华Daraa 德拉相近。旧城镇的名字叫Abiba 阿比巴在旧的叙利亚语叙利亚，阿拉姆述人，意思是一个绿色草原。

## 气候和天气
哈巴布的天气是随着南方叙利亚的地理位置而变的，冬天和夏天一般是中等偏冷的温度带有点微风。在哈巴布吧的气候分明，在夏天白天的空气趋向温暖，晚上的天空很美丽带有点干燥的微风，在秋天开始变为黄叶，并且气温下降，冬天气温非常之冷，特别在12 月，1 月和2 月，3 月份开始
转变为春天。雨量平均在250 毫米 直到2000 年），华氏温度最低和最高在负4度（冬季），38 度（夏季），摄氏度平均在4.4 度（冬季）和30度（夏季）。

## 人口
人口在城镇大概有8000-10000 人(按照气候的原因，在夏天很多人会放完暑假回来）和大概40000 人住在叙利亚，大多数人移民到法国，美国，加拿大，巴西和澳洲和一些阿拉伯国家。人口增长率为，1.01%，男女人口比例女占51%，男占49%

## 宗教
哈巴布大多数人是基督教教徒和梅尔凯（Melkite）希腊天主教拜占庭。这里有4个大教堂：圣玛丽大教堂、大殿圣丽塔和大殿艾略特，麦克（Mikael）大殿是一个古老和破旧的需要重新探索和恢复那里的姐妹庵塔和大主教管区，和一个贝桑松慈善修女庵神圣的慈善修女。

## 语言
最广泛语言是阿拉伯语。其它语言包括法文和当地教堂语言的希腊语。英语开始成为最普遍的语言。

## 农业和经济
住在哈巴布的人一般是农民（一般分布在南部的叙利亚），依靠农业为主要生活来源。近几年，人民对于农业的依赖也逐渐下降，有以下几个原因包括：
1. 依靠降雨，这会影响一部分的农作物因一部分的降雨幅度而减小，和最重要的旱作物例如小麦，大麦和扁豆。灌溉农业变成通常用于一些蔬菜例如：西红柿，西瓜和胡萝卜等。还有水果树例如：葡萄，橄榄和杏仁成为重要的农作物。
2. 大多数的居民是在公共部门工作或是在私人部门工作，此外，现时月收入是基本的收入来源。
3. 年轻人移民大多数是在主要城市，特别是首都，大马士革，和向外移民到海湾地区或是欧洲，美国和澳洲，新一代年轻人在城市里生活的人已经再没有兴趣去依照以往的父母和外公的生活传统去专注于农业。
4. 有一部分的人已经在一些商业公司和工厂工作。

## 教育和文化
最高的文化程度在叙利亚的比率是他们注重文化教育，在乡村生活的一大部分人都有于从不同的能力。在学校他们是遵循大主教管区和修道院，最重要的原因是去鼓励教育和科技在哈巴布，同时也覆盖乡村。
需要注意的是在很久以前，城镇已经没有无文化的人和现在已经有7所学校在城镇，分布如下：幼儿园，两所学校的基础教育（小学）和4个初中和高中阶段。
有一部分的知识分子和老师在乡村工作或德拉省华省的城市里工作。

## 公共设施
哈巴布已经有很多公共设施例如健康诊所和医院在建设中。电话中心，和一些名为农民协会、农业指南和警察局，此外另一个名为在国际上的叙利亚茹尔丹（Jourdain）高速公路的警察经过附近的城镇。公共消费商场、面包店、市场以及运动俱乐部，哈巴布社交和文化俱乐部和还有火车站。加上一个本地市场在城中心，包括一些商店作为人民的各种活动使用，药店，医生、牙医和兽医，维修店包括有电子商店、电脑配件商店、打铁商店、木工，汽车中心和一个公共公园现在正在准备着等。